# Mqila Slaouia
La mqila Slaouia (en arabe : مقيلة سلاوية) est un plat à base de viande d'agneau cuite avec de la graisse et de la coriandre. Ce plat se prépare à l'occasion de l'Aïd el-Kebir. Il s'agit d'un plat originaire de la ville de Salé. Son nom signifie le gentilé de la ville en arabe marocain.